# دوشس ماریا آنتونیا
دوشس ماریا آنتونیا (انگلیسی: Duchess Maria Antonia of Bavaria؛ ‏ ۱۸ ژوئیهٔ ۱۷۲۴ – ۲۳ آوریل ۱۷۸۰) موسیقی‌دان، آهنگساز، ترانه‌سرا، خواننده اپرا، نقاش، نویسنده و نوازنده هارپسیکورد اهل آلمان بود. او یک شاهدخت آلمانی حامی هنر بود و امروزه به ویژه به خاطر اپراهای خود شناخته شده است: پیروزی وفاداری و تله‌ستری، شهبانوی آمازون‌. او همسر فردریک کریستین حاکم انتخابگر زاکسن بود. پس از مرگ وی در سال ۱۷۶۳، او به عنوان نایب‌السلطنه زاکسن برای پسرشان فریدریش آگوست یکم پادشاهی زاکسن خدمت کرد.

## خانواده و پیشینه
او با نام مسیحی ماریا آنتونیا والپورگیس سیمفوروسا غسل تعمید یافت و در کاخ نیمفنبورگ در مونیخ به دنیا آمد. او دختر آرشدوشس ماریا املیا اتریش و حاکم انتخابگر کارل آلبرت باواریا بود. در طول زندگی‌اش، تحصیلات عالی و درجه اولی دریافت کرد، به ویژه در زمینه هنرهای گوناگون؛ از جمله نقاشی، نوشتن شعر و همچنین موسیقی.
او چهارمین فرزند از هفت فرزند کارل هفتم و همسرش بود.

## ازدواج
ازدواج غیابی او در تاریخ ۱۳ ژوئن ۱۷۴۷ در مونیخ با فردریک کریستین ولیعهد انتخابگرنشین زاکسن انجام شد، در حالی که آنها در تاریخ ۲۰ ژوئن ۱۷۴۷ به‌طور رسمی در درسدن ازدواج کردند. همان سال، او عضو آکادمیای دل‌آرکادیا رم شد که یک نهاد مهم در اصلاح اپرا بود. با ازدواجش، او به درسدن نقل مکان کرد. او نه فرزند از فردریک کریستین داشت که هفت نفر از از کودکی گذشتند و به سن بلوغ رسیدند.

## نایب‌السلطنه
او در دوران جنگ هفت‌ساله درسدن را ترک کرد و در پراگ و مونیخ پناه گرفت، اما پس از به سلطنت رسیدن همسرش در سال ۱۷۶۳ به آنجا بازگشت. همسرش ده هفته بعد درگذشت و پسرشان فریدریش آگوست یکم به جای او به سلطنت رسید. چون پسرش هنوز نابالغ بود، او به عنوان نایب‌السلطنه مشترک با برادرش فرانسیس گزاویه تا زمانی که پسرش به سن قانونی رسید (در ۱۷۶۸) به حکومت پرداخت. در دوران نایب‌السلطنتش، او با اقدام هم‌نایب‌السلطنه‌اش فرانسیس گزاویه مخالفت کرد که قصد داشت در سال ۱۷۶۵ پسرش را وادار به کنار گذاشتن ادعای سلطنت بر تخت سلطنت لهستان نماید. همچنین در سال ۱۷۶۳ یک کارخانه نساجی و در سال ۱۷۶۶ یک کارخانه آبجوسازی تأسیس کرد.

## آموزش موسیقی و آهنگسازی
ماریا آنتونیا در مونیخ موسیقی را زیر نظر آهنگسازان مشهور اپرا، جووانی باتیستا فراندینی و جووانی پورتا فرا گرفت. پس از نقل مکان به درسدن، ادامه تحصیلات خود را تحت نظر جووانی ریسوتوری، نیکولا پورپورا و یوهان آدولف هاسه ادامه داد. در واقع، اپرا نقش بزرگی در تمام زندگی ماریا آنتونیا ایفا کرد. دربار مونیخ تولد او را با اجرای اپرای آمادیس دِ گرسیا اثر پیترو توری جشن گرفت. نامزدی او با فردریک کریستین نیز با اجراهای اپرا جشن گرفته شد، از جمله اجرای اپرای لا اسپارتانا جنروسا اثر هاسه با طراحی صحنه توسط بیبینا و اپرای عروسی اِرکوله و اِبه اثر کریستف ویلیبالد گلوک. اندکی پس از نقل مکان به درسدن، او علاوه بر کارهای آهنگسازی خود، لیبرتوی اپرای تغییر دین سنت آگوستین (۱۷۵۰) اثر یوهان آدولف هاسه را نوشت. سبک آهنگسازی او ارتباط زیادی با سبک هاسه دارد، به‌ویژه در نگرش او به اپرای سریا. او همچنین به‌طور فعال به عنوان خواننده و نوازنده کیبورد در اجراهای درباری شرکت کرد، از جمله در نقش‌های اصلی در هر دو اپرای خود. علاوه بر دو اپرای خود، تعدادی آریا، پاستورال، اینترمِتزو، مدیتیشن و موتت نیز به او نسبت داده شده است.

### تالستری
ملکه آمازون‌ها، تالستری، در آثار متعددی از اسطوره‌های یونانی ظاهر می‌شود و مانند بسیاری از داستان‌ها و دنباله‌های اسطوره‌ای، موضوعی پرکاربرد برای آثار هنری در اواخر دوران قرون وسطی و پس از آن شد. شاعر فرانسوی، گوآتیه دو کاسته لاکاپرنید، داستان را در رمان کاساندرا (۱۶۴۴–۱۶۵۰) بازآفرینی کرد، گرچه داستان از روایت نیمه‌تاریخی که شامل اسکندر مقدونی بود به داستانی تغییر یافت که در آن اورونتس شاهزاده ماساژت‌ها به عنوان هم‌پای مذکر تالستری قرار می‌گرفت.
چندین اپرا در قرن بعدی از همان اصول پیروی کردند، که در آن ماریا آنتونیا لیبرتو و موسیقی خود را ساخت. داستان حول رابطه تالستری با یک فرمانروای سکا، اورونتس مانند نسخه لاکاپرنید می‌چرخد. علاوه بر شخصیت اصلی، دو شخصیت برجسته دیگر نیز زنان هستند: آنتی‌اوپه، مشاور او که به مرد سکا، لئارشوس، دل می‌بازد؛ و تهم‌رییش کاهن اعظم دیانا که—چنان‌که در انتهای اپرا فاش می‌شود—مادر اورونتس است. در نهایت، داستان با پایانی خوش به پایان می‌رسد، جایی که هر جفت به یکدیگر می‌پیوندند و از وقوع جنگ جلوگیری می‌شود، زیرا سکاها و آمازون‌ها موفق می‌شوند به‌طور مسالمت‌آمیز کنار هم زندگی کنند. تصویر از رهبر دلسوز و فکور، تالستری که به یک رهبر سیاسی تبدیل می‌شود، احتمالاً به‌عنوان یک تفسیر نیمه‌خودنگارانه از ماریا آنتونیا در قالب این شخصیت باشد.

## بازخوردهای انتقادی
اگرچه اپراهای ماریا آنتونیا با نام مستعار ETPA (مخفف ارملیندا تاله‌آ پاستورلا آرکادیا) منتشر شد، اما اپراهای او با موفقیت توسط انتشارات برایتکپف و هرتل منتشر گردید و در نخستین اجراهای خود در تئاتر دربار، جایی که او به خوانندگی می‌پرداخت، و همچنین در دیگر شهرهای اروپایی با استقبال گرم روبه‌رو شد. منتقد موسیقی چارلز برنی اپرای او و خوانندگی‌اش را در کتاب خود در سال ۱۷۷۳ تحت عنوان وضعیت فعلی موسیقی در آلمان، هلند و استان‌های متحد ستایش کرد. همچنین، فیلسوف و نظریه‌پرداز موسیقی آنتونیو اکسیمنو ئی پوخادس در رساله خود به نام دربارهٔ ریشه و قواعد موسیقی که در سال ۱۷۷۴ منتشر شد، آریای از تالستری را گنجانده و او را در کنار پنج آهنگساز دیگر که انتخاب کرده بود قرار داد: پالسترینا، نانینی، کلاری، جووانی باتیستا پرگولزی و آرکانجلو کورلی.
اگرچه موسیقی او به‌طور کلی با تحلیل کمتری روبه‌رو شده است، اما کل رساله به عنوان الگویی برای تکنیک‌های آهنگسازی استفاده شده است که نشان‌دهنده احترام بالای این محقق و منتقد موسیقی به آثار او و به احتمال زیاد سایر هم‌عصرانش است.